# Larry Franco
Larry Joseph Franco (Sonora, 5 de abril de 1949) é um produtor cinematográfico norte-americano. Ele também trabalhou como ator, diretor de segunda unidade e assistente de direção.

## Vida e carreira
Em 1968, então um estudante universitário, Franco conheceu Jill Russell, com quem se casou pouco depois. Jill é filha de Bing Russell e irmã de Kurt Russell, na época um jovem ator de 16 anos que estava trabalhando no filme The Computer Wore Tennis Shoes. Franco e Kurt tornaram-se amigos, o que incentivou Franco a frequentar a escola de cinema na Universidade da Califórnia em Los Angeles. Ele trabalhou como figurante entre 1972 e 1974, época na qual se inscreveu em um plano de treinamento para assistentes de direção do Directors Guild of America. Concluiu o treinamento em 1974 e começou sua carreira na produção cinematográfica.
Alguns anos depois, Franco estava trabalhava como primeiro diretor assistente quando recebeu um convite de Kurt Russel para trabalhar com ele no telefilme Elvis. Franco ligou para a produção e pediu uma entrevista com o diretor, John Carpenter, que o contratou como assistente de direção no dia seguinte. Franco foi diretor assistente ou produtor de todos os filmes de Carpenter na década de 1980 e, inclusive, participou como ator em algumas cenas de The Thing (1982) e They Live (1988).
Larry se divorciou de Jill Russell em 1984. É pai de Matt Franco, ex-jogador de beisebol de equipes como o Chicago Cubs, e de Phronsie Franco, também uma assistente de produção cujos créditos incluem Dr. Seuss' The Cat in the Hat e Hulk.

## Filmografia

### Cinema

#### Produtor
| Ano  | Filme                              | Notas              |
| ---- | ---------------------------------- | ------------------ |
| 1981 | Cutter's Way                       | Produtor associado |
| 1981 | Escape from New York               |                    |
| 1982 | The Thing                          | Produtor associado |
| 1983 | Christine                          | Coprodutor         |
| 1984 | Starman                            |                    |
| 1986 | Big Trouble in Little China        |                    |
| 1987 | Prince of Darkness                 |                    |
| 1988 | They Live                          |                    |
| 1989 | Tango & Cash                       | Coprodutor         |
| 1991 | The Rocketeer                      | Produtor executivo |
| 1992 | Batman Returns                     | Coprodutor         |
| 1995 | Two Bits                           | Produtor de linha  |
| 1995 | Jumanji                            | Produtor executivo |
| 1996 | Mars Attacks!                      |                    |
| 1999 | October Sky                        |                    |
| 1999 | Sleepy Hollow                      | Produtor executivo |
| 2001 | Jurassic Park III                  |                    |
| 2003 | Hulk                               |                    |
| 2005 | Batman Begins                      |                    |
| 2008 | The Spiderwick Chronicles          |                    |
| 2009 | 2012                               |                    |
| 2011 | Anonymous                          |                    |
| 2013 | White House Down                   |                    |
| 2016 | Independence Day: Resurgence       | Produtor executivo |
| 2018 | Discarnate                         | Produtor executivo |
| 2018 | The Nutcracker and the Four Realms |                    |

#### Diretor de segunda unidade ou diretor assistente
| Ano  | Filme                           | Notas                       |
| ---- | ------------------------------- | --------------------------- |
| 1976 | Harry and Walter Go to New York | Segundo diretor assistente  |
| 1977 | Black Sunday                    | Segundo diretor assistente  |
| 1977 | March or Die                    | Diretor assistente          |
| 1978 | Straight Time                   | Segundo diretor assistente  |
| 1978 | Foul Play                       | Segundo diretor assistente  |
| 1979 | Apocalypse Now                  | Segundo diretor assistente  |
| 1979 | The Rose                        | Diretor assistente          |
| 1980 | The Fog                         | Primeiro diretor assistente |
| 1981 | Cutter's Way                    | Primeiro diretor assistente |
| 1981 | Escape from New York            | Primeiro diretor assistente |
| 1982 | The Thing                       | Primeiro diretor assistente |
| 1983 | Christine                       | Primeiro diretor assistente |
| 1984 | Starman                         | Primeiro diretor assistente |
| 1986 | Big Trouble in Little China     | Primeiro diretor assistente |
| 1987 | Prince of Darkness              | Primeiro diretor assistente |
| 1988 | They Live                       | Primeiro diretor assistente |

#### Ator
| Ano  | Filme                          | Papel                           | Notas         |
| ---- | ------------------------------ | ------------------------------- | ------------- |
| 1975 | The Strongest Man in the World | Larry (Studante)                |               |
| 1979 | Apocalypse Now                 | Soldado agarrado ao helicóptero | Não-creditado |
| 1982 | The Thing                      | Passageiro norueguês com rifle  |               |
| 1988 | They Live                      | Vizinho                         |               |

#### Gerente de produção
| Ano  | Filme                        | Notas                          |
| ---- | ---------------------------- | ------------------------------ |
| 2016 | Independence Day: Resurgence | Gerente de produção da unidade |

### Televisão

#### Diretor de segunda unidade ou diretor assistente
| Ano  | Título | Crédito                     | Notas     |
| ---- | ------ | --------------------------- | --------- |
| 1979 | Elvis  | Primeiro diretor assistente | Telefilme |